# Gunnaikanahalli, Mandya
Gunnaikanahalli là một làng thuộc tehsil Mandya, huyện Mandya, bang Karnataka, Ấn Độ.